# Friedrich Wagner (Theologe)

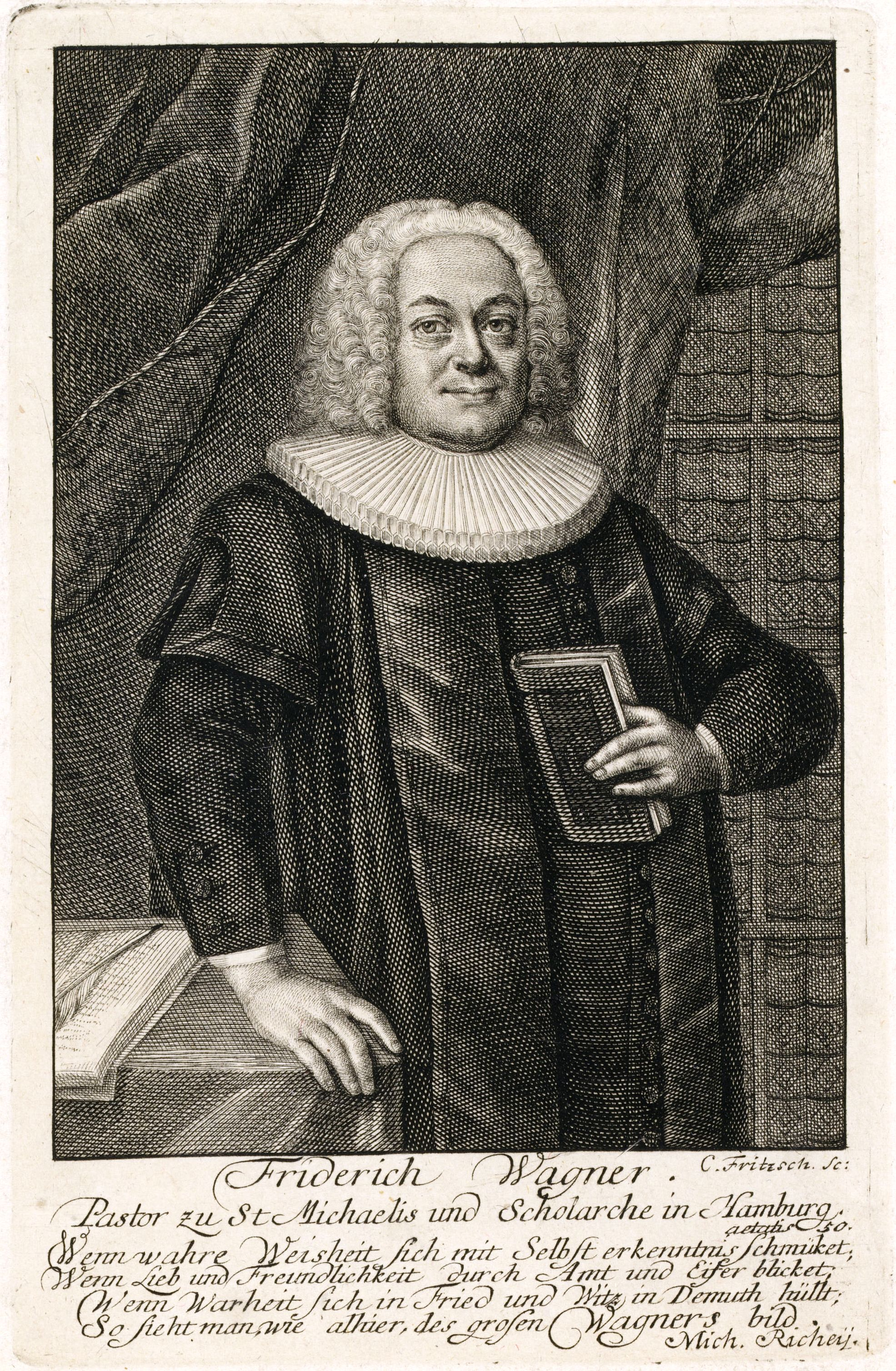
Kupferstich von Christian Fritzsch

Friedrich Wagner (* 21. Januar 1693 in Karow, Herzogtum Magdeburg; † 6. Juli 1760 in Hamburg) war ein deutscher Theologe.

## Leben
Er wurde als Sohn des Pfarrers Christoph Wagner (1653–1709) und seiner Ehefrau Anna Dorothea geb. Tiefenbach in Karow bei Genthin geboren. Der bedeutende brandenburgische Orgelbauer Joachim Wagner (1690–1749) war einer seiner Brüder.
Friedrich Wagner studierte ab 1712 an der pietistisch geprägten Universität Halle und war anschließend Lehrer am von August Hermann Francke gegründeten dortigen Pädagogium. 1719 begann er seine Kirchenkarriere als Feldprediger in Berlin und wurde 1721 Superintendent in Nauen. 1732 wechselte er nach Stargard in Pommern, wo er erster Pastor und Präpositus an der Marienkirche, Konsistorialrat am Pommerschen und Camminschen geistlichen Konsistorium und Professor am Gröningschen Kollegium wurde.
Da der preußische König Friedrich Wilhelm I. den 1735 gewählten Johann Gustav Reinbeck nicht freigab, wurde Friedrich Wagner auf Vorschlag seines Freundes Reinbeck am 19. Februar 1736 zum Hauptpastor an der Hamburger Michaeliskirche gewählt und nach langem Zögern vom König freigegeben. Bis zu seinem Tode hatte er dann diesen Posten inne. In diese Zeit fiel die vollständige Zerstörung seiner Kirche durch Blitzschlag am 10. März 1750 und der Beginn des Neubaus ab 1751.
Seit 1743 hatte er als Senior die geistliche Leitung der evangelisch-lutherischen Kirche in Hamburg inne und war in dieser Funktion auch der Vorgesetzte von Georg Philipp Telemann.

## Werke
- Der gerechte Feuer-Eifer Gottes über Hamburg. Als die neue St. Michaelis-Kirche den 10 Merz 1750 durch einen Blitz in die Asche geleget war, am ausserordentlichen Buß-, Fast- und Bet-Tage den 19 Merz zu St. Marien Magdalenen aus Amos IV. 11. 12 vorgestellet. Nebst einigen Historischen Nachrichten, Hamburg 1750. (Digitalisat der SUB Göttingen)
- Stand-Rede bey feyerlicher Legung des Grund-Steins zur großen St. Michaelis Kirche. Am 29 Junii 1751 über Zachariä VIII. 2. 3. gehalten. Nebst einer kurzen historischen Nachricht, Hamburg 1751. (Digitalisat der SBB-PK Berlin)